# Квінт Гаргілій Марціал
Квінт Гаргілій Марціал (Quintus Gargilius Martialis; ? — 260) — давньоримський державний та військовий діяч, письменник часів Римської імперії.

## Життєпис
Про дату народження немає відомостей. Походив із заможної родини з провінції Мавретанія Кесарійська. Був заможним землевласником. Водночас обіймав посаду декуріона міста Аузія. Очолював місцеві загони, зокрема й найняті за власний рахунок. У 255 році разом з декуріоном м. Рузгунія, Елієм Пріміаном, завдав поразки повсталим племенам бакватіїв на чолі із Фараксеном. У 260 році знову очолив війська разом з Марцинієм Деціаном, які влаштували пастку бактавіїм та знищили значні сили ворогів. Проте в цій битві Квінт Гаргілій загинув..

## Творчість
З творчості Марціала відомо лише про працю із про сільського господарства, ветеринарії та використанні лікарських рослин. Назва невідома. З нього збереглися тільки виписки, зроблені у Середньовіччя. У двох книгах — «Про овочі» і «Про фрукти» йдеться щодо лікувальних властивостей більш ніж 60 видів овочів і фруктів. Вони були видані як IV книга «Медицини» Плінія Старшого під назвою «Ліки з овочів і фруктів» (Medicinae ex oleribus et pomis). Інша виписка стосується ветеринарії і носить назву «Лікування худоби» (Curae boum).
Основним джерелом для Гаргілія Марціала був Пліній Старший, а також Педаній Діоскорід, Гален, Авл Цельс, Колумелла. Гаргілій на відміну від Плінія більш критично ставився до своїх творів. Працю Марціала використовував Рутілій Тавр Палладій.